# Kalina de Bulgarie
Pour les articles homonymes, voir Kalina.
La princesse Kalina de Bulgarie ou Kalina Sakskoburggotska, duchesse de Saxe (née le 19 janvier 1972 à Madrid, en Espagne), est le cinquième enfant et l'unique fille de Siméon II de Bulgarie et de sa femme, doña Margarita Gómez-Acebo y Cejuela. Siméon II fut roi des Bulgares à six ans, en 1943, avant de fuir le pays en 1946 après l'abolition de la monarchie par référendum au profit du régime communiste de la république populaire de Bulgarie. La famille n'a jamais abdiqué. Son père, Siméon, a été Premier ministre de la république de Bulgarie de 2001 à 2005, puis au gouvernement au sein d'une coalition gouvernementale avec l'ex-Parti communiste de Bulgarie jusqu'en 2008.

## Biographie

### Naissance et études
Kalina naît le 19 janvier 1972 à Madrid dans la famille en exil du roi des Bulgares. Comme ses quatre frères, Kardam, Kyril, Kubrat et Konstantin, elle est baptisée d'un prénom bulgare commençant par la lettre K.
Kalina passe son baccalauréat au lycée français de Madrid, puis entre dans une université anglaise. Elle suit des cours d'histoire des arts à Londres. Elle est une princesse atypique, exprimant sa personnalité à travers sa tenue vestimentaire, dont des vêtements originaux, un style de coiffure inhabituel et un maquillage prononcé. Elle est végétarienne, et cultive son intérêt pour la mode, l'art, la restauration de meubles, la peinture et les droits des animaux.

### Mariage et descendance
Le 26 octobre 2002, Kalina épouse Antonio José (dit Kitín) Muñoz y Valcárcel, militaire et navigateur espagnol. Le mariage royal fait l'objet d'un reportage. La cérémonie, de rite catholique romain, est célébrée au Monastère de Rila, où l'arrière-grand-père de Kalina fit construire au XIXe siècle trois palais. Elle est suivie d'une bénédiction orthodoxe.
Elle donne naissance le 14 mars 2007 à Simeón Hassan Muñoz, à l'hôpital Lozenets de Sofia, capitale de la Bulgarie. Son prénom rend hommage à son grand-père Siméon II de Bulgarie et à Hassan II du Maroc. Il est baptisé à la chapelle orthodoxe du palais de Tsarska Bistritsa. Ses parrains sont le roi Mohammed VI et la princesse Irène de Grèce.

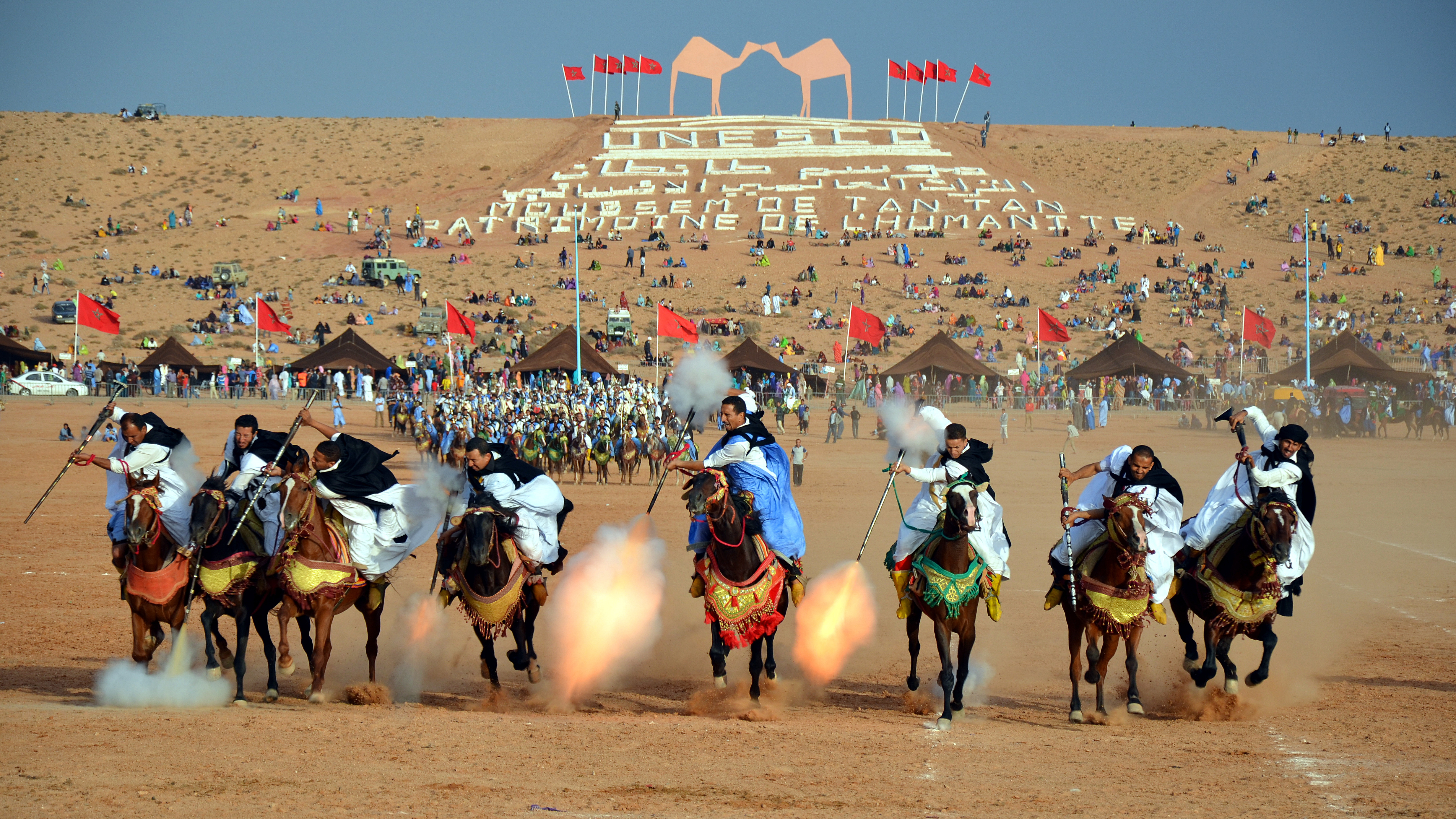
Rencontres de Tan-Tan (Maroc).

La famille vit à Rabat, capitale du Maroc, où Antonio Muñoz travaille en partie. Il organise notamment la rencontre annuelle de Moussem de Tan-Tan dans le Sahara. Cette célébration a été déclarée patrimoine culturel immatériel de l'Unesco en 2005, et consiste en une sorte de fête/joute ancestrale des peuples nomades. Réunissant plus d'une trentaine de tribus nomades du Sahara, c'est un témoignage vivant des cultures orales et artistiques sahraouies.